# شاهدخت الکساندرای لوکزامبورگ
الکساندرا ژوزفین ترزا شارلوت ماری ویلهلمینه (به لوکزامبورگی: Alexandra Joséphine Teresa Charlotte Marie Wilhelmine)‏ (۱۹۹۱) شاهدخت لوکزامبورگ و چهارمین فرزند از پنج فرزند آنری، دوک اعظم لوکزامبورگ است. او در حال حاضر دانشجوی دانشگاه فرقه فرانسیسکن در ایالت اوهایو است.